# شادکندی
شادکندی با نام پیشین شاه‌کندی روستایی از توابع بخش جوکار شهرستان ملایر در استان همدان ایران است. نام پیشین این روستا شاه‌کندی بوده است که در زبان ترکی به معنای روستای شاهانه است.

## جمعیت
این روستا در دهستان ترک غربی قرار دارد و براساس سرشماری مرکز آمار ایران در سال ۱۳۹۵، جمعیت آن ۲۴۰ نفر (۷۴خانوار) بوده‌است.